# Borgo Pietro Lupo
Borgo Pietro Lupo is een plaats (frazione) in de Italiaanse gemeente Mineo.
Dit dorp is gebouwd in de jaren 1940-1941 door het fascistisch regime van het koninkrijk Italië. Het draagt de naam van Pietro Lupo, een oorlogsheld uit Italiaans-Oost-Afrika, die sneuvelde in 1936. Zoals andere dorpen gebouwd door de fascisten moest ook dit een florerend landbouwdorp worden. Na de oorlog is het een spookdorp geworden.